# Walter Luchetti
Walter Luchetti (Marsciano, 24 agosto 1937) è un agronomo italiano, già ministro della Repubblica.

## Biografia
Si laurea nel 1959 in Scienze Agrarie a Perugia. Luchetti ha fin dall'inizio ricoperto ruoli importanti negli apparati interni del Ministero dell'Agricoltura come la Dirigenza Generale per la tutela dei Prodotti Agrolimentari. Nel 1977 è nominato Addetto Agricolo presso la Comunità Europea a Bruxelles, qui ha il compito di curare la Politica Mediterranea della Comunità Europea, vi rimane fino al 1990; in questo periodo è stato anche esperto agricolo presso la rappresentanza italiana alla CEE. Il 17 gennaio 1995 è nominato ministro delle Risorse Agricole nel Governo Dini. Luchetti è stato inoltre presidente del Consiglio Superiore dell'Agricoltura e dell'Accademia Europea dell'Agricoltura e l'organizzazione Mondiale per la Pace.